# Villabé (acteur)
Cet article concerne un comédien. Pour la commune française, voir Villabé.
Germain Clérin, dit Villabé, est un comédien français qui fit partie de l'Illustre Théâtre dès sa création et lui fut fidèle jusqu'au bout.
En 1651, il fait partie des « Comédiens du Prince d'Orange » à Bruxelles, puis passe au Théâtre du Marais avec lequel il est à Nantes en 1654. Il devient ensuite chef de la « troupe de Son Altesse Royale » le duc d'Orléans et engage plusieurs comédiens en mars 1656.
Le reste de sa vie nous est inconnu.